# Jindřich Laryš ze Lhoty
Jindřich Laryš ze Lhoty byl šlechtic rytířského stavu. V roce 1619 držel na Těšínsku vsi Karvín, Stonava, Solca a polovinu Albrechtic celkem se 184 usedlostmi.